# Varjas

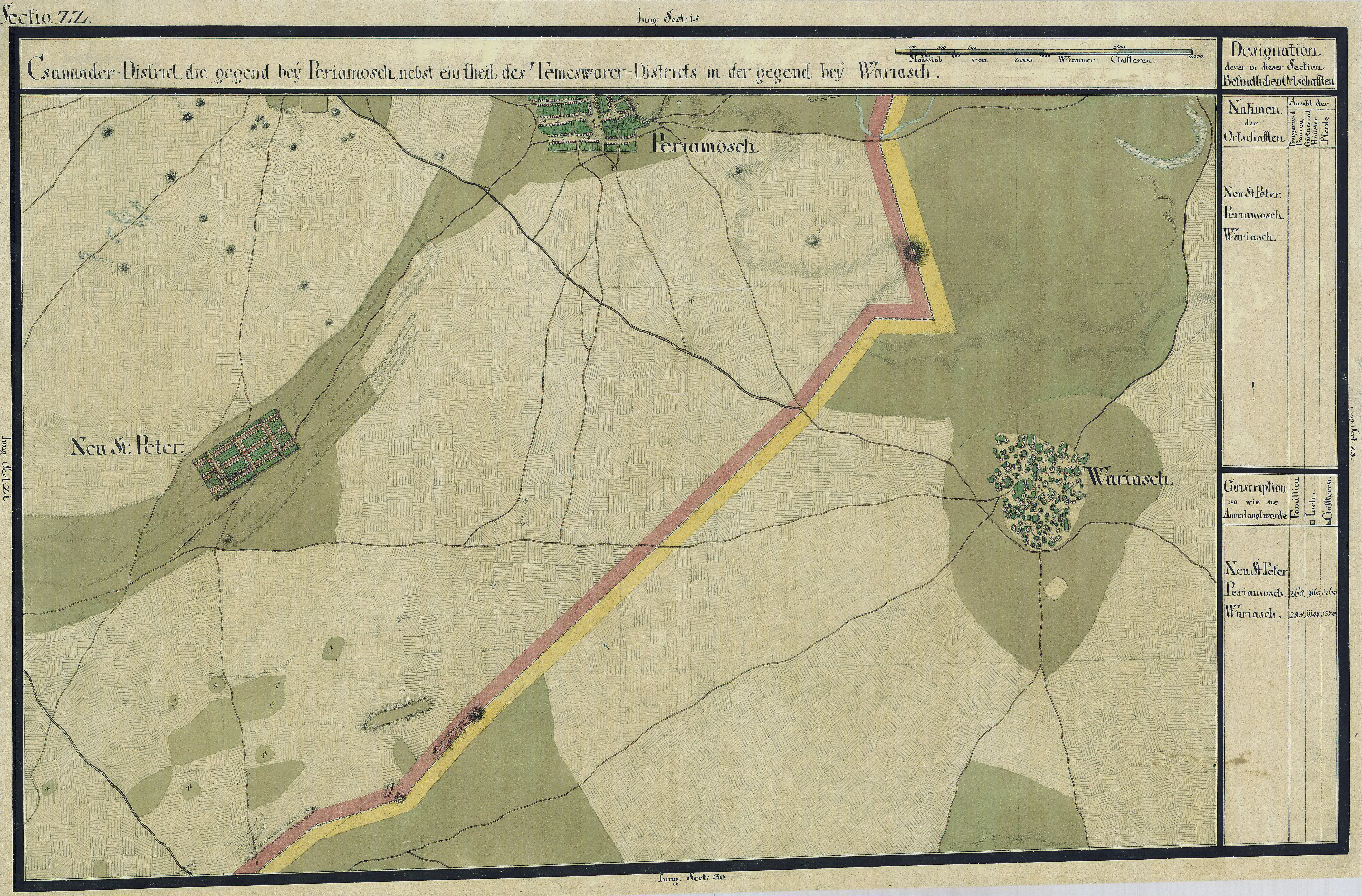
Varjas egy régi térképen

Varjas (románul: Variaș) település Romániában, a Bánságban, Temes megyében.

## Fekvése
Temesvártól északnyugatra, Temeskenéz és Temesnagyfalu közt fekvő település.

## Története
Varjas nevét az 1332-1335 évi pápai tizedjegyzék említette először, mint egyházas helyet.
1434-ben Macedóniai Miklós birtoka volt, kinek fia János Anna nevű nővérének, özv. Forgách Jánosnénak, 1454-ben hitbér és nászajándékképpen varjasi birtokrészét zálogként lekötötte, később visszaváltotta, de 1464-ben a templommal együtt újra elzálogosította Forgách Bódognak és Pelérdi Imrének, majd 1475-ben Macedóniai Dancs Miklós zálogosította el a maga részét Dóczi Lászlónak. Az elidegenített birtokrészeket a 16. században Macedóniai Miklós főispán fia Péter szerezte vissza. A török hódoltság alatt, az 1561-1564. években 13, illetőleg 22 portát írtak benne össze a királyi adórovók, és 1582-ben 31 szerb családfőt vettek itt fel a török defterdárok. 1597-ben Báthory Zsigmond fejedelem a birtokot Lapispataki Segnyey Miklósnak adományozta.
Az 1717. évi kamarai jegyzékben 40 házzal szerepel, a temesvári tiszttartósághoz tartozott, 1723-ban az altiszttartó székhelye lett. 1786-ban német telepesek költöztek oda. A 19. század első felében a zágrábi püspökség birtoka volt.
1910-ben 4400 lakosából 2370 német, 1893 szerb, 112 magyar volt. Ebből 2248 római katolikus, 1898 görögkeleti ortodox, 37 izraelita volt. A trianoni békeszerződés előtt Temes vármegye Vingai járásához tartozott.

### Az első világháború után
1951-ben 341 bánáti sváb lakosát deportálták a Bărăganra.

## Nevezetességek
- Római katolikus temploma 1821-ben épült.
- Görögkeleti temploma 1828-ban épült.